# Friedrich Ludwig von Wurmb

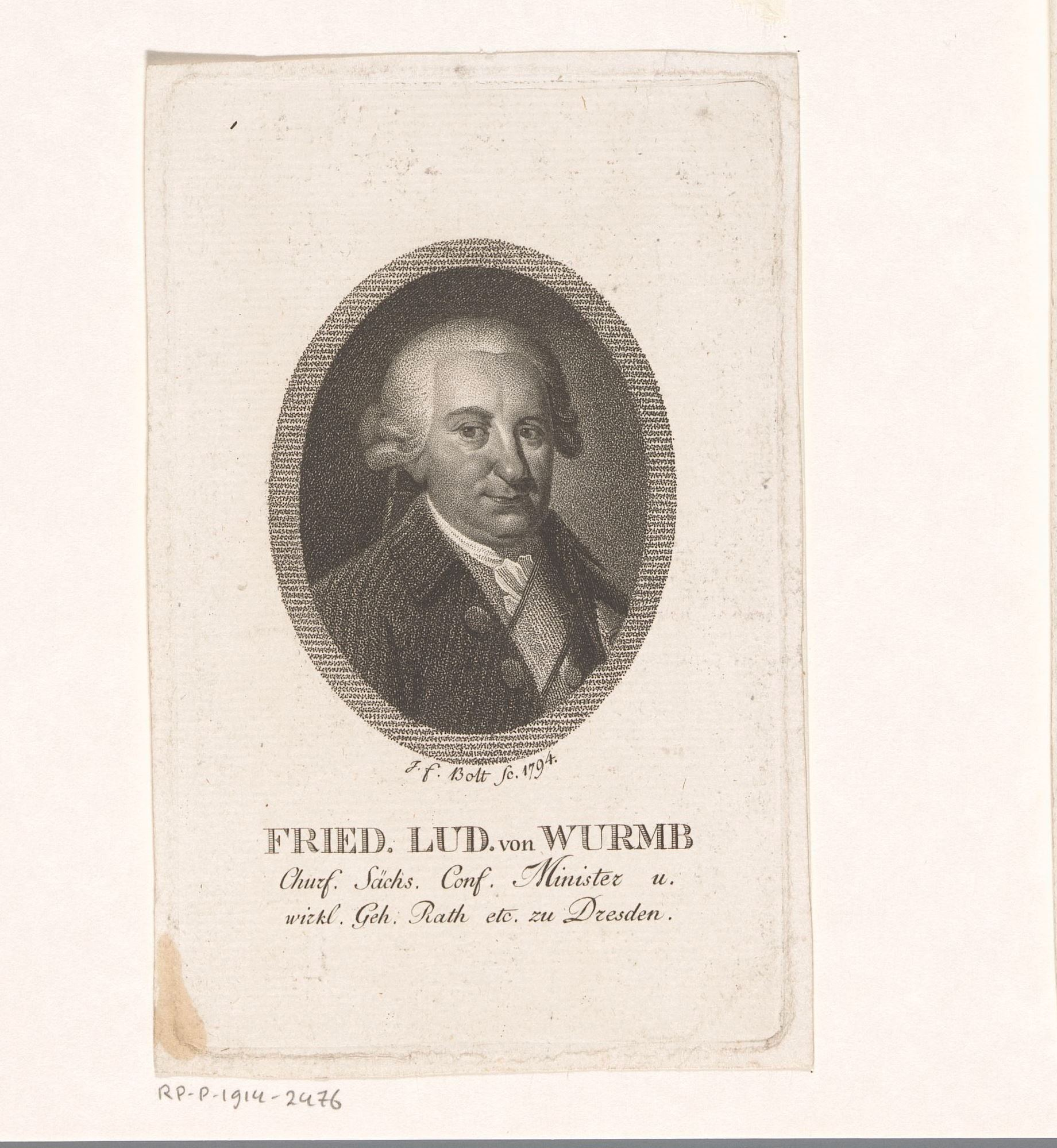
Friedrich Ludwig von Wurmb (1794)

Friedrich Ludwig von Wurmb (* 26. Oktober 1723 in Gotha; † 18. Januar 1800 in Dresden) war ein deutscher Politiker und Finanzwirtschaftler.

## Herkunft
Seine Eltern waren der Besitzer vom Schlossgut und Porstendorf  Friedrich Wilhelm von Wurmb (1690–1768) und dessen Ehefrau die Freiin Sophie Schlitz gen. Goertz (1700–1771).

## Leben
1748 wurde er zum Hof- und Justizienrat und 1762 zum Geheimrat ernannt. 1764 übernahm er die Leitung der Landes-Ökonomie-, Manufaktur- und Kommerziendeputation, nachdem er sich vorher als Mitarbeiter von Thomas von Fritsch bei der Restaurationskommission ausgezeichnet hatte. 1769 ernannte man ihn zum Wirklichen Geheimen Rat und Konferenzminister mit Sitz und Stimme im Geheimen Consilium. Von 1770 bis 1774 wirkte er als Direktor der Leipziger Ökonomischen Sozietät.
Obwohl er den ökonomischen Aufstieg des Bürgertums aktiv förderte, stand er dessen demokratischen Bestrebungen ablehnend gegenüber und verteidigte die Monarchie. Nachdem ihm die Freimaurer seiner Meinung nach nicht genug Einblick in die „geheimen Wissenschaften“ gewährten, ließ er sich mit Dunkelmännern wie Johann Georg Schrepfer ein und wurde 1784 aus dem Geheimbund der Gold- und Rosenkreuzer hinausgeworfen, denen er seit 1781 angehörte, weil er den Oberen zu kritisch erschien.

## Familie
Er war verheiratet mit Caroline Friederike Erdmuthe von Schladen (* 1737; † 14. Februar 1817). Das Paar hatte einen Sohn und eine Tochter:
- Wolf Heinrich (1765–1838), adoptiert von Reichart Gottlieb von Zinck († 1785) und nannte sich danach Wurmb von Zinck
- Sophie Wilhelmine (1761–1793)

## Werke
- Das Grabmal des Leonidas: Allen chur-sächsischen Patrioten gewidmet, Dresden 1798 Digitalisat